# Carabus nodulosus
Carabus nodulosus es una especie de insecto adéfago del género Carabus, familia Carabidae. Fue descrita científicamente por Creutzer en 1799.
Habita en Austria, Bosnia y Herzegovina, Croacia, Francia, Alemania, Hungría, Italia, Polonia, Serbia, Eslovenia y Suiza.